# Movimento Revolucionário Tiradentes (1961–1962)

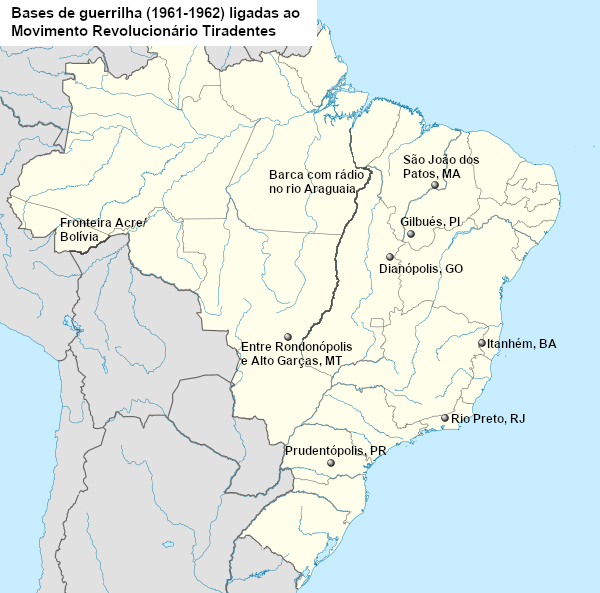
Bases de guerrilha operadas de 1961 a 1962

O Movimento Revolucionário Tiradentes (MRT) foi um grupo político clandestino vinculado às Ligas Camponesas e desarticulado em 1962. Sob influência da Revolução Cubana, objetivou com membros das Ligas uma revolução socialista com bases camponesas no Brasil. Oito bases de guerrilha foram criadas no país, dentre as quais a de Dianópolis, Goiás (atualmente Rio da Conceição, Tocantins) foi descoberta no final de 1962.
No início dos anos 60 as Ligas haviam radicalizado suas posições, tanto a direita quanto parte da esquerda brasileira viam no campo a possibilidade de uma revolução e a experiência cubana levava ao questionamento das teses do Partido Comunista Brasileiro (PCB), que não aceitava a luta armada. Com o treinamento de militantes e possível financiamento por Cuba, os campos de guerrilha foram implantados no final de 1961. Francisco Julião, mais conhecido representante das Ligas, não teve participação direta na guerrilha, sendo Clodomir Santos de Morais seu principal líder, mas historiadores discutem se Julião teve responsabilidade indireta.
Os militantes passaram um ano nos campos, dispersos em todas as regiões do Brasil, mas houve pouco preparo militar efetivo devido a disputas internas e falta de recursos. Os órgãos de segurança monitoraram o movimento e o Exército, apoiado pelo governo goiano, desmantelou o dispositivo de Dianópolis no final de 1962. Nesse mesmo período Clodomir de Morais foi preso e documentos ligando Cuba à guerrilha teriam sido encontrados nos destroços do voo Varig 810, caído no Peru. O projeto guerrilheiro, que já estava fraco, chegou assim ao fracasso.
Apesar do pequeno tamanho, a tentativa de guerrilha repercutiu na imprensa nacional, foi levada a sério por autoridades nos Estados Unidos e contribuiu ao declínio das Ligas Camponesas. O MRT é notável como um precursor, ainda no período democrático, da luta armada contra a ditadura militar brasileira, com uma de suas organizações, fundada em 1969, adotando o mesmo nome.

## Motivações
As Ligas Camponesas da década de 1960 haviam irradiado a partir da Sociedade Agrícola e Pecuária de Plantadores de Pernambuco (SAPPP), de 1955. Organizando milhares de trabalhadores rurais, atingiram seu auge no governo de João Goulart, com presença em 13 estados brasileiros. O movimento era heterogêneo e “ator importante nos debates sobre a reforma agrária e a revolução  brasileira”. O advogado Francisco Julião, chamado a defender a SAPPP, tornou-se importante representante das Ligas. A princípio de caráter legalista, elas defendiam a reforma agrária dentro das instituições, pela ação política e judicial. A partir de 1960–61, isso deu lugar à “reforma agrária na lei ou na marra” e seus documentos adquiriram teor socialista e revolucionário. O termo “na marra”, não necessariamente excluindo “na lei”, podia significar a mudança imediata da estrutura social, a revolução armada ou a ação coletiva por passeatas, greves e invasões de terras. Ele existia num contexto em que a violência já estava presente nos conflitos entre camponeses e grandes proprietários.
Essa mudança ocorreu por influência da Revolução Cubana, inclusive com a visita de Francisco Julião e outras figuras a Cuba, e, em parte justamente à diferença de interpretação dos eventos cubanos, da divergência do Partido Comunista e seu braço no campo, a União dos Lavradores e Trabalhadores Agrícolas do Brasil (ULTAB). Cuba era referência por ter tido uma revolução focada na reforma agrária, ocorrida num país, como o Brasil, com sociedade “agrário-exportadora baseado no latifúndio, monocultura e relações de trabalho pré-capitalistas no campo”. Sua experiência abriu caminho para críticas à ortodoxia dos Partidos Comunistas latinoamericanos, para os quais a revolução teria uma primeira etapa democrático-burguesa, sem necessidade de luta armada, e os camponeses não teriam papel central. Francisco Julião, ao contrário do PCB, acreditava numa revolução inicialmente baseada no campo, imediatamente socialista e sem participação revolucionária da burguesia. Para as Ligas, o papel de vanguarda política caberia não a um partido comunista, mas a uma organização guerrilheira, ao redor da qual as massas se juntariam.
O contato direto entre as Ligas e o Partido Comunista era por comunistas liderados por Clodomir de Morais, conhecidos como o grupo “antipartido”, que discordava da direção do PCB. Clodomir foi expulso do partido em 1962 por sua participação no projeto guerrilheiro com as Ligas, o que chegou ao conhecimento do PCB através de informantes no Exército.
Segundo Clodomir, as Ligas abraçaram a guerrilha por motivos mais defensivos do que ofensivos: o fornecimento de armas aos latifundiários pelo governador de São Paulo Adhemar de Barros e as possibilidades de uma invasão americana, com o precedente da invasão da Baía dos Porcos, ou de uma tentativa de golpe de Estado, como já ocorria com frequência no país.
Não era apenas dentro das Ligas que o homem do campo era visto como possível revolucionário armado. Assim também pensava uma pequena parte da esquerda brasileira, inspirada pelo maoísmo e guevarismo, e a direita, para a qual essa radicalização justificou o golpe de Estado de 1964 como uma defesa da legalidade. O governo dos Estados Unidos também pensava nessa possibilidade, especialmente no Nordeste, onde estavam concentradas as Ligas, e direcionou os fundos da Aliança para o Progresso para a região. A Central Intelligence Agency (CIA), situando uma revolução brasileira no contexto internacional, avaliava que Cuba era favorável, mas a União Soviética era contrária.
A inspiração na Revolução Cubana não veio dos camponeses — que eram em grande parte analfabetos, não se viam como partícipes da Guerra Fria e estavam focados nas disputas pela terra e melhores condições de trabalho — mas de Francisco Julião, do Partido Comunista e de outras figuras da esquerda. Ainda assim, mesmo entre os setores das Ligas não envolvidos na área militar havia certo grau de simpatia ao projeto guerrilheiro.

## Fundação
Criado em Ouro Preto em 21 de abril de 1962 por Francisco Julião, o MRT era organismo político das Ligas Camponesas, mas com uma base de apoio mais ampla do que o campo. Seus membros eram intelectuais e jornalistas inicialmente engajados na divulgação do trabalho de Julião, e, em seguida, nos núcleos guerrilheiros, cuja fundação datava do final do ano anterior. Porém, o Movimento é também citado como tendo sido organizado em 1961.

## Lideranças
Francisco Julião era o principal dirigente das Ligas e visto tanto pela esquerda quanto pela direita golpista, “não à toa”, como possível líder de uma revolta armada de camponeses. Porém, não participou da implantação das bases de guerrilha e nem mesmo sabia onde estavam; esse desconhecimento da localização é confirmado por Clodomir de Morais. Fidel Castro sugeriu a divisão das Ligas em setores militar, político e de massas, em ordem hierárquica. Eles seriam respectivamente comandados por Adauto Freire da Cruz, Clodomir de Morais e Francisco Julião. Assim, Clodomir, não Julião era a figura envolvida com a guerrilha. Os setores militar e de massas divergiam. Julião criticava a facção pró-guerrilha das Ligas, que, por sua vez, não aceitava a participação nas eleições, um caminho já tomado por ele ao eleger-se deputado nas eleições de 1962. Em seus depoimentos, Julião e Clodomir criticam um ao outro quanto aos rumos das Ligas Camponesas.
Segundo Julião em seus escritos posteriores, ele foi contrário à guerrilha desde o início e não tem responsabilidade por seu preparo. Isso já foi questionado, pois a organização dos campos não teria sido possível sem sua conivência e ele discursava em defesa de soluções revolucionárias, por fora das instituições, preocupando assim seus inimigos políticos e os órgãos de segurança. Esse radicalismo, porém, pode ter sido apenas retórico e representado a voz do movimento e não suas opiniões pessoais.

## Base de apoio

### Dentro do país
O MRT serviria para conectar as Ligas Camponesas ao meio urbano e à esquerda radical (Partido Comunista do Brasil (PCdoB), Política Operária (Polop) e parte do movimento estudantil), atraindo estudantes e intelectuais. Eles logo se associaram ao esquema guerrilheiro das Ligas. Entre os envolvidos estavam Wanderley Guilherme dos Santos e Alípio de Freitas. Segundo Clodomir, o MRT consistia num “pequeno grupo de intelectuais de asfalto que tentou artificialmente se infiltrar no esquema guerrilheiro e assaltar os dispositivos militares das Ligas”. Já Alípio de Freitas define sua base social como a das próprias Ligas. A penetração obtida entre os estudantes foi mínima.
Segundo Clodomir, haveria recrutamento local e os recrutados para o treinamento guerrilheiro eram “donas de casa, pescadores, alfaiates,   mineradores, estudantes, operários, mas a maioria eram camponeses”. No caso de Dianópolis, afirma que o núcleo era apoiado pela população, incluindo a maçonaria de Barreiras, Natividade e Rio da Conceição, composta de comerciantes e donos de terras. Adauto Monteiro da Silva, integrante do dispositivo de Dianópolis, ressalta que os recrutados não eram moradores locais e não havia intenção de treinar esses moradores. O envolvimento da maçonaria é negado por Hagaús Araújo, político da região. Segundo ele, a população local era atraída pelos serviços sociais e desconhecia as reais intenções dos guerrilheiros, que eram jovens sonhadores e despreparados. Para seu irmão, que trabalhou como dentista para as Ligas, os moradores posteriormente acusados de envolvimento não tinham motivos ideológicos e nem aderiram à proposta revolucionária.
Afora a questão cubana, o financiamento da guerrilha vinha, segundo Clodomir, de burgueses e donos de terra revoltados com “as tendências golpistas que se manifestavam desde a morte de Getúlio Vargas” e “a intervenção do imperialismo americano em nossa economia”. Entre eles, cita D. Maria Prestes Maia, esposa de Prestes Maia, prefeito de São Paulo, Duque Estrada, do Partido Socialista de São Paulo, e setores da indústria paulista.

### Relação com Cuba
O apoio de Cuba através do treinamento de quadros é conhecido com certeza, enquanto o financiamento é mais polêmico. Ainda em 1961, no governo de Jânio Quadros, os cubanos mostraram-se dispostos a treinar guerrilheiros brasileiros, e Francisco Julião perguntou sobre o assunto enquanto estava em Cuba. Clodomir e os demais líderes militares, 12 ao todo, receberam treinamento em Cuba entre 28 de julho e 20 de agosto de 1961, de forma a poderem transmitir esse conhecimento a outros militantes em campos no Brasil. Porém, esse curso ocorreu sob condições improvisadas e decepcionou Clodomir, pois foi puramente militar e não ensinou sobrevivência. Alguns militantes fizeram visitas de treinamento posteriores. O Departamento de Ordem Política e Social (DOPS) do Rio de Janeiro sabia em maio de 1962 do envio de militantes das Ligas para treinar em Cuba.
O curso foi aprovado por insistência de Fidel Castro, pois Che Guevara era contra devido às boas relações com o governo brasileiro. O Estado cubano estava dividido entre os interessados na “exportação da revolução” e os conhecedores das dificuldades de implantar focos nos outros países. Havana tinha boas relações com Jânio e Jango, e assim, preferia que as Ligas se aproximassem do governo brasileiro. Mas a "exportação da revolução" era esforço real, conclamado a todos os revolucionários latinoamericanos através da Segunda Declaração de Havana, “evento que soou como um grito de guerra” em fevereiro de 1962. No Brasil, maior país da América Latina, as Ligas Camponesas eram a única opção para aplicar essa política, pois a outra organização disposta a iniciar uma guerrilha, a Polop, só a faria no meio urbano. Os Partidos Comunistas alinhados à URSS não eram opção.
A imprensa brasileira divulgou a descoberta de documentos conectando Cuba à guerrilha nos destroços do voo Varig 810, caído em Lima, Peru. Parte da imprensa duvidou da descoberta. Segundo Flávio Tavares, ligado a Leonel Brizola e à Guerrilha do Caparaó, esses documentos comprovavam o financiamento cubano e haviam sido apreendidos pelo Exército. Goulart sentiu-se traído, pois havia sido favorável a Cuba em vários momentos, mas para evitar um incidente diplomático, entregou o material aos cubanos, e assim ele foi parar nos destroços em Lima. Entre os documentos apreendidos em Dianópolis estavam críticas dos militantes Tarzan de Castro e Carlos Montarroyo à liderança de Clodomir; porém, para o criticado, tratava-se de denúncias inventadas por eles após sua expulsão da guerrilha. Segundo Tarzan de Castro, ele escreveu com o diplomata cubano Miguel Brugueras del Valle um diagnóstico detalhado da situação precária da guerrilha. O documento foi levado para fora do Brasil por Raúl Cepero Bonilla, presidente do  Banco Central de Cuba, mas ele morreu na queda do avião. Tanto Flávio Tavares quanto Tarzan de Castro relatam a apreensão dos documentos comprometedores pela CIA.
Tarzan de Castro e Francisco Julião afirmam a existência do financiamento cubano, este último esclarecendo que o dinheiro nunca passou por ele. O camponês Gesílio Carvalho menciona o recebimento de dinheiro em espécie pela guerrilha. Segundo rumores, viria de Cuba através de um comerciante em Dianópolis. Já Clodomir de Morais negou o financiamento num depoimento, esclarecendo que os recursos vinham de brasileiros, e em outro, disse ter recebido apoio financeiro não do governo em Havana, mas da Associação Nacional dos Agricultores Cubanos (ANAC), assim como da Federação Sindical Mundial e organizações de trabalhadores dos países socialistas. Essa versão condiz com a existência de opiniões divergentes em Cuba sobre o apoio à guerrilha no Brasil. Ainda assim, o financiamento da ANAC seria impossível sem a vista grossa ou o aval do Estado cubano.

## Dispositivos de guerrilha

### Distribuição geográfica
Os dispositivos de guerrilha foram implantados nos seguintes locais:
- Gilbués, Piauí, próximo da Bahia (por “Amaro Luís de Carvalho, no Piauí, nascente do rio Gurgueia”);
- Itanhém, sul da Bahia (“na Serra dos Aimorés, entre Bahia e Minas Gerais, em Água Preta, seria organizado  por  Mariano  da  Silva”);
- Serra da Saudade, entre Rondonópolis e Alto Garças, Mato Grosso, (“rio Juribo e Tiquira e na Mata Petrovina, organizado por Adauto Freire da Cruz”), posteriormente transferido para a Serra da Jaciara;
- Rio Preto, Rio de Janeiro;
- Dianópolis, Goiás;
- Prudentópolis, oeste do Paraná, depois transferido para entre Cascavel e Toledo;
- São João dos Patos, Maranhão;
- Fronteira com a Bolívia no Acre.

Há menção ainda a um foco em Santa Fé de Goiás, próximo à fronteira de Mato Grosso, e, segundo Clodomir de Morais, em Tocantinópolis e Gurupi, mas a presença guerrilheira nessas duas cidades é negada por Tarzan de Castro.
Os locais eram remotos e com histórico de garimpos e conflitos políticos e pela terra. Segundo a militante das Ligas Alexina Crespo, havia duas propostas de distribuição geográfica, uma para dividir o país horizontalmente e outra verticalmente. A estratégia vertical foi a escolhida, embora Fidel Castro tivesse gostado da horizontal ao tê-la apresentada.
Os três primeiros surgiram poucos dias após a queda de Jânio Quadros. Dos oito, alguns tinham funções especiais: o de Rio Preto poderia sabotar a infraestrutura entre o Rio de Janeiro, São Paulo e Minas Gerais, enquanto o fronteiriço no Acre serviria para o tráfico de armas. Havia ainda uma estação de rádio numa barca no rio Araguaia. A estrutura era compartimentalizada e somente os comandantes militares — Adauto Freire da Cruz, Mário Luiz de Carvalho, Ozias Ferreira e Adamastor Bonilha — sabiam a localização de todos os campos. Clodomir de Morais participou da concepção do projeto como um todo, mas não foi diretamente responsável pela implantação. Os guerrilheiros eram transferidos de um dispositivo a outro para conhecerem vários terrenos.

### Crise interna
Os futuros guerrilheiros passaram um ano em preparação, mas tiveram pouco treinamento militar, limitando-se a reconhecer o terreno, adquirir formação política e organizar camponeses locais em associações. Os preparativos foram ineficientes: a ambição da guerrilha esbarrou na sua precocidade e espontaneidade, falta de estrutura, meios materiais e financiamento, vigilância dos órgãos de repressão, direção centralizadora e repercussão negativa da crise dos mísseis de Cuba. O jornalista Elio Gaspari se refere aos dispositivos como “guerrilha mambembe”, cujos militantes em Goiás passaram fome. Quando a guerrilha foi descoberta, já estava em colapso.
Clodomir de Morais culpa o fracasso na falta de unidade do movimento e no poder mantido por Francisco Julião, que, embora não tenha montado o esquema guerrilheiro, permitiu a infiltração de outros movimentos e desviou os recursos da guerrilha para sua campanha nas eleições de 1962. Julião, por sua vez, afirmou que a ideia de montar a guerrilha sempre foi errada. Segundo Clodomir, as disputas internas subvertiam o movimento e alguns dos próprios participantes denunciavam-no às autoridades. Sua liderança é criticada em vários depoimentos. Ele é acusado de ter mentido para encobrir a precariedade da situação da guerrilha.

### Dispositivo de Dianópolis
Goiás seria relevante para uma guerrilha por sua posição central no país e proximidade a Brasília. No norte goiano, atualmente Tocantins, a guerrilha fixou sua base no atual município de Rio da Conceição, então povoado de Dianópolis. Ele tinha terreno apropriado para a formação de esconderijos e, ao mesmo tempo que era isolado por terra, tinha transporte aéreo até Goiânia e Belém. Clodomir escolheu esse ponto por sua proximidade à Bahia. Havia garimpeiros de ouro “reconhecidos como homens destemidos e assim aptos para a luta revolucionária” e muitos camponeses pobres. O líder camponês José Porfírio de Souza apoiava o projeto guerrilheiro. Próximo ao local, no atual município de Combinado, foi implantado em 1962 um assentamento do programa dos “Combinados Agro-Urbanos” de Mauro Borges, governador de Goiás. Inspirado nos kibutzim israelenses, o programa tinha caráter apaziguador, de uma contrarrevolução pacífica, e é caracterizado como uma reforma agrária ou contrarreforma. É possível que o assentamento fosse reação às Ligas Camponesas, ou que as tivesse atraído.
Em novembro de 1961, integrantes nordestinos do setor militar das Ligas, advindos principalmente de Pernambuco, chegaram na região, comprando três fazendas, uma para planejamento e duas para treinamento militar, sob a fachada legal de uma companhia agropecuária. Em seguida, foi feito proselitismo político, levando à criação de aproximadamente 13 Ligas Camponesas na região, e oferecidos serviços sociais (medicamentos e uma escola) e empregos. Sob essa fachada estava o treinamento, tanto militar quanto intelectual e ideológico, dos guerrilheiros. Segundo Adauto Monteiro da Silva, o pouco treinamento ocorrido foi de técnicas de sobrevivência na selva e o campo servia para grupos de mais de dez militantes, que ali passariam alguns meses até serem trocados por outros. Foram comprados fuzis da época da Segunda Guerra Mundial e pistolas. O Exército divulgou ter encontrado “4 (quatro) fuzis 7 mm, 2 (duas) “Flaubet” calibre 22, 18 (dezoito) carabinas calibre 44, 2 (dois) revólveres calibre 32, 1 (um) revólver calibre 38 e 400 (quatrocentas) balas de fuzil”. No momento da descoberta o grupo esperava uma entrega de armamentos por uma balsa.
O foco de Dianópolis foi desmantelado pelos setores de inteligência do Exército aliados ao governo goiano. Em novembro de 1962 o Exército invadiu o dispositivo e seus integrantes fugiram. Segundo Adauto, eles só não foram capturados por estarem fora da sede quando os militares invadiram. Ele e muitos outros conseguiram escapar até Barreiras, na Bahia. Conforme Flávio Tavares, o dispositivo foi descoberto quando o chefe do Serviço de Repressão ao Contrabando, José de Seixas, suspeitou do envio de geladeiras para a área desprovida de energia elétrica. Imaginando serem armas contrabandeadas pelos latifundiários, encontrou no local a base guerrilheira. Entretanto, o entendimento de que a descoberta foi ao acaso é contradito pelos relatos de Clodomir e outros, segundo os quais as autoridades já monitoravam suas atividades antes da operação. Segundo Tarzan de Castro, fazendeiros locais denunciaram o movimento e ele avisou Clodomir de Morais do conhecimento do campo pelo Exército, polícia goiana e Polícia Federal, mas Clodomir ignorou o alerta e reforçou Dianópolis. O camponês Hastrogildo R. de França menciona possíveis denunciantes locais.

## Resultados
O MRT sofreu grande repressão. 24 pessoas, incluindo Clodomir de Morais e Tarzan de Castro, tiveram sua prisão preventiva requerida. Denunciado de dentro da organização, Clodomir foi preso na Avenida Brasil enquanto transportava armas na sua Rural Willys. Declarou ao juiz ter sofrido tortura na Delegacia para confessar que as armas seriam de fabricação tcheca. O julgamento condenou-o a um ano de prisão. Conforme Tarzan de Castro, os militantes detidos em Goiás foram torturados pelo DOPS goiano para confessarem que Mauro Borges seria o responsável pela guerrilha. As Ligas Camponesas, por necessidade política, negaram qualquer relação com a guerrilha e condenaram o Exército e a polícia por suas ações em Dianópolis e na prisão de Clodomir. O inquérito sobre essa prisão provocativamente acusava uma ligação com Julião, a embaixada da URSS, o PCB e Luís Carlos Prestes, o que não era plausível considerando as divisões dentro da esquerda.
Porém a repercussão da descoberta, com a repressão e perseguição ao movimento, prejudicou as Ligas. Afora o impacto da guerrilha, seu projeto de reforma agrária radical era rejeitado tanto pela direita quanto pelo PCB e o presidente Goulart, e eles estavam empenhados em desmobilizá-la. Além de considerar as Ligas ilegítimas, pois existiam fora do sistema sindical, o governo temia uma custosa campanha de contrainsurgência — San Tiago Dantas, ministro das Relações Exteriores, mencionou o tópico numa reunião do Conselho de Ministros em abril de 1962 — e apoiou a sindicalização rural. Os sindicatos, voltados para a questão salarial e não a reforma agrária, foram também apoiados pela Igreja Católica e o Partido Comunista e rapidamente enfraqueceram as Ligas Camponesas. Em 1963 elas já estavam em declínio.
O dispositivo guerrilheiro de Dianópolis, com seu pequeno número de envolvidos, teve repercussão desproporcional à ameaça que de fato representava, sendo visto como indício da iminência de uma revolução socialista. O envolvimento cubano agravou a polêmica. O Estado de S. Paulo noticiou o ocorrido em Dianópolis em dezembro. Toda a imprensa divulgou o assunto. Para O Cruzeiro, “Sierra Maestra está de mudança para o sertão brasileiro”. A queda do avião no Peru também teve repercussão. O Correio da Manhã comparou a denúncia ao Plano Cohen. O Diário Carioca denunciou que as acusações fariam parte de um plano de terrorismo psicológico, com a participação do governador da Guanabara Carlos Lacerda, para desestabilizar a iminente realização do referendo sobre o parlamentarismo. No Diário do Oeste, o jornalista Edison Hermano afirmou do caso de Dianópolis: “se aconteceu foi enormemente deturpado”.
Para o governo americano, o envolvimento cubano reforçou a interpretação alarmista das Ligas Camponesas como possível ameaça armada e contribuiu para a deterioração das relações diplomáticas e a decisão de desestabilizar o governo Goulart.

## Legado
O movimento foi precursor da luta armada de esquerda no Brasil e uma das primeiras tentativas de iniciar uma guerrilha rural, uma ambição que só seria efetivamente implantada com a Guerrilha do Araguaia e já era sonhada pelos seus futuros realizadores, a diretoria do PCdoB, na fundação do Partido em 1962. As Ligas Camponesas foram também pioneiras no envio de militantes para treinar em Cuba. O MRT evidencia que a luta armada, considerada resposta ao golpe de Estado de 1964 e ao endurecimento da ditadura militar com o Ato Institucional n.º 5, já era considerada por uma parte da esquerda brasileira antes desses eventos. Nesse sentido, é comparável aos Tupamaros, no Uruguai, que iniciaram suas atividades quando o país ainda era democrático.
Mais tarde, uma organização de mesmo nome foi fundada em setembro de 1969, em Campos do Jordão. O grupo foi assim batizado como forma de homenagear o primeiro MRT.

### Citações
1. ↑  Lopes Ferreira 2009, p. 167-170 e 179.
2. ↑  Sales 2005, p. 128-131.
3. ↑  Borba 2012, p. 1.
4. ↑  Genaro 2020.
5. ↑  Sales 2005, p. 131.
6. 1 2  Sales 2005, p. 68-70.
7. ↑  Carvalho 2014, p. 133-134.
8. ↑  Lopes Ferreira 2009, p. 174.
9. 1 2  Lara 2019, p. 8.
10. 1 2 3  Borba 2012, p. 8.
11. ↑  Lopes Ferreira 2009, p. 174 e 185.
12. 1 2  Borba 2018, p. 264.
13. ↑  Lopes Ferreira 2009, p. 172-173.
14. ↑  Sales 2005, p. 138-139.
15. ↑  Carvalho 2014, p. 136.
16. ↑  Dezemone 2014, p. 5-6.
17. ↑  Lara 2019, p. 7-9 e 185-187.
18. ↑  BBC, 26 de junho de 2007.
19. ↑  Carvalho 2014, p. 137-138.
20. 1 2  Moraes 2011, p. 90-91.
21. 1 2  Carvalho 2014, p. 135.
22. 1 2 3 4  CPDOC FGV 2001, MOVIMENTO REVOLUCIONÁRIO TIRADENTES (MRT).
23. 1 2 3  Moraes 2011, p. 88-89.
24. 1 2 3  Sales 2005, p. 147-149.
25. 1 2  Lopes Ferreira 2009, p. 179.
26. ↑  Alves 2015, p. 209-210.
27. ↑  Lopes Ferreira 2009, p. 178-179.
28. ↑  Alves 2015, p. 213.
29. ↑  Alves 2015, p. 217-218.
30. 1 2  Ronchi 2011, p. 54-55.
31. ↑  Britto 2020, p. 91.
32. 1 2  Alves 2015, p. 219-220.
33. ↑  Britto 2020, p. 93-94.
34. ↑  Moraes 2011, p. 89-90.
35. 1 2  Sales 2005, p. 146.
36. ↑  Folha de S. Paulo, 8 de abril de 2001.
37. ↑  Sales 2005, p. 139-141.
38. ↑  Lopes Ferreira 2009, p. 178.
39. ↑  Sales 2005, p. 140.
40. ↑  Sales 2005, p. 147.
41. ↑  Pereira 2008, p. 270.
42. ↑  Lopes Ferreira 2009, p. 176-177.
43. ↑  Melo 2009, p. 170.
44. 1 2 3 4 5  Jornal Opção, 30 de abril de 2016.
45. ↑  Sales 2005, p. 145-146.
46. 1 2  Lara 2019, p. 150.
47. ↑  Ferreira & Gomes 2014, cap. 20.
48. 1 2  Moraes 2011, p. 89.
49. ↑  Britto 2020, p. 91-92.
50. ↑  Sales 2005, p. 146-147.
51. 1 2  Sales 2005, p. 142-144.
52. 1 2  Borba 2018, p. 263-264.
53. 1 2 3  Diário da Manhã, 16 de janeiro de 2017.
54. ↑  Britto 2020, p. 91 e 114-115.
55. 1 2  Britto 2020, p. 118.
56. ↑  Cabral, Medeiros & Araújo 2011, p. 1212-1213.
57. 1 2  Sales 2005, p. 144.
58. 1 2  Carvalho 2014, p. 137.
59. 1 2  Moraes 2011, p. 92-96.
60. ↑  Sales 2005, p. 147-148.
61. ↑  Britto 2020, p. 86-88 e 114.
62. ↑  Borba 2018, p. 290.
63. ↑  Britto 2020, p. 42-46, 67, 97 e 118-119.
64. 1 2  Borba 2018, p. 264-265.
65. 1 2  Sales 2005, p. 143-144.
66. ↑  Britto 2020, p. 92.
67. ↑  Britto 2020, p. 114.
68. ↑  Correio da Manhã, 30 de novembro de 1963, p. 8.
69. 1 2  Alves 2015, p. 221.
70. ↑  Borba 2018, p. 262 e 265.
71. ↑  Sales 2005, p. 144-145.
72. ↑  Lara 2019, p. 149-150.
73. ↑  Britto 2020, p. 105.
74. 1 2  Sales 2005, p. 145.
75. ↑  Moraes 2011, p. 93-94.
76. ↑  Melo 2009, p. 169-170.
77. ↑  Borba 2018, p. 289-290.
78. ↑  Pereira 2008, p. 253-255.
79. ↑  Lara 2019, p. 149.
80. ↑  Melo 2009, p. 168-170.
81. ↑  Lara 2015, p. 150.
82. ↑  Ferreira & Gomes 2014, cap. 21.
83. ↑  Sales 2005, p. 127.
84. ↑  Masseroni 2019, p. 62-64.
85. ↑  Angelo 2011, p. 190-191.
86. ↑  Sales 2005, p. 150-151.
87. ↑  Carvalho 2014, p. 131.